# Pieprz zielony

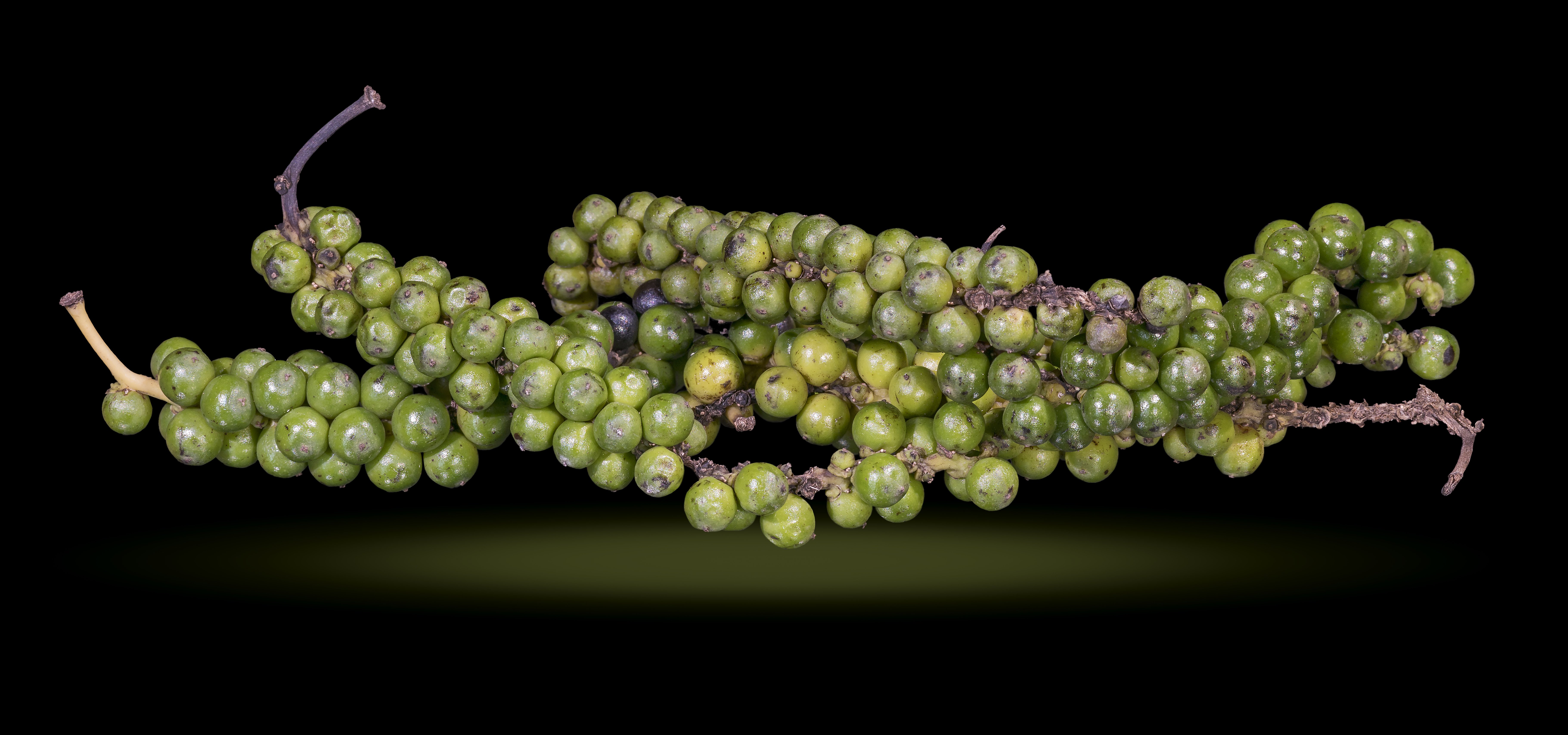
Świeże zielone owoce pieprzu

Pieprz zielony – całe zielone niedojrzałe owoce pieprzu czarnego o aromatycznym zapachu i „owocowym” smaku, mniej piekącym i łagodniejszym niż pieprz czarny i pieprz biały, dostępne w handlu w postaci suszonej, zamrożonej, liofilizowanej, marynowanej lub peklowanej, używane jako przyprawa do jedzenia.

## Dojrzewanie

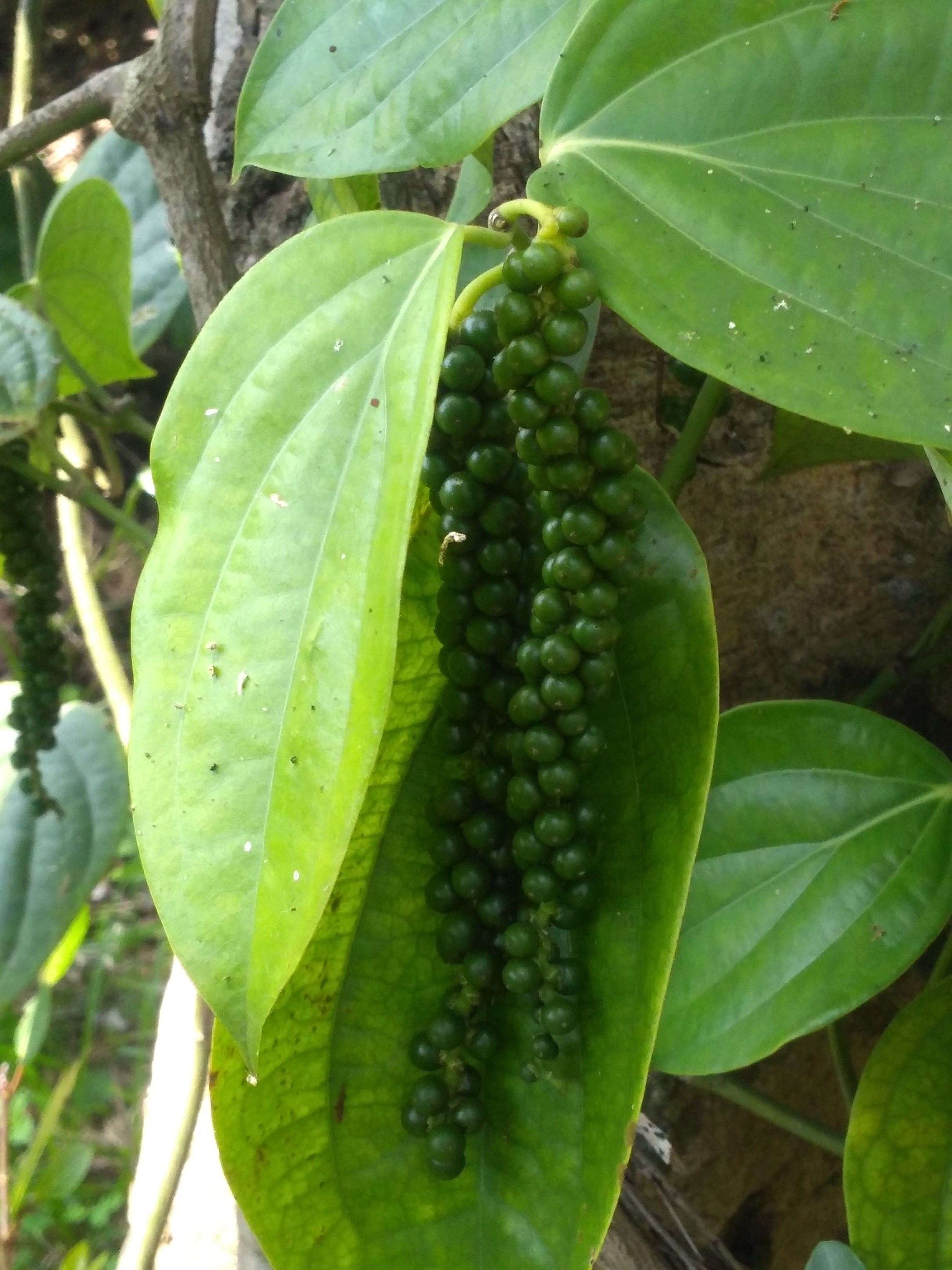
Zielone owoce pieprzu na gałęzi pnącza

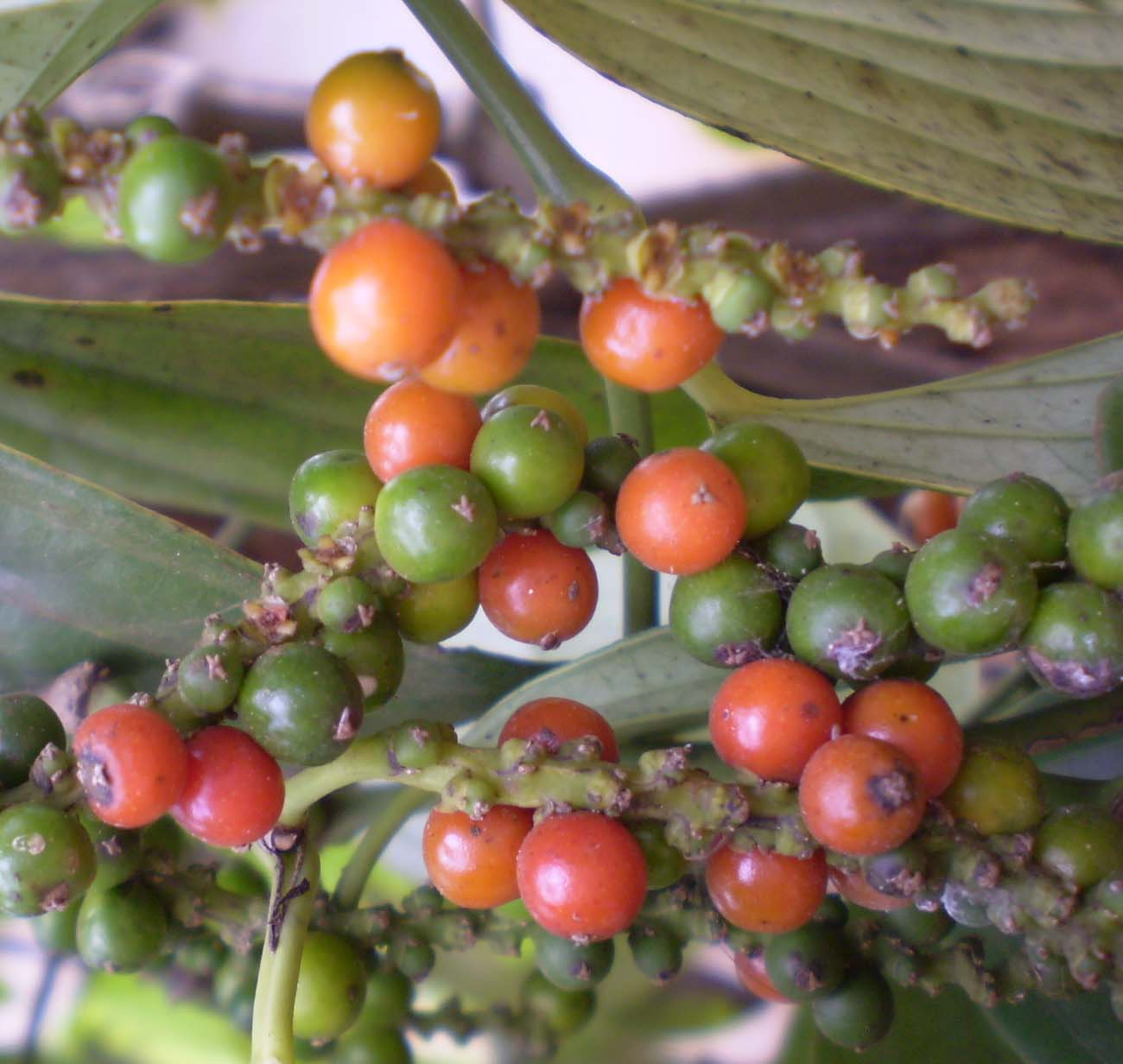
Dojrzewające owoce pieprzu

W krajach, w których pieprz jest uprawiany, zielone niedojrzałe owoce są często używane w kuchni w świeżej postaci, zebrane prosto z plantacji. Owoce pieprzu dojrzewają nierównomiernie, dlatego ich zmechanizowany zbiór jest niemożliwy. Proces dojrzewania trwa 6 tygodni w okresie luty–marzec.  W tym czasie owoce pieprzu zmieniają kolor z jasnozielonego (owoce niedojrzałe) na żółty (owoce dojrzałe), aby ostatecznie osiągnąć kolor jasnoczerwony (owoce w pełni dojrzałe, przejrzałe). Owoce pieprzu są zbierane ręcznie.
Aromat owoców pieprzu jest najsilniejszy na początku procesu ich dojrzewania, a następnie zmniejsza się, w miarę jak aromatyczne olejki eteryczne są uwalniane do atmosfery. Olejki eteryczne znajdują się głównie w zewnętrznej cienkiej mięsistej „skórce” (owocni, inaczej perykarpie) otaczającej pojedyncze nasiono w jej wnętrzu. Wraz z postępującym procesem dojrzewania wzrasta natomiast poziom ostrości, pikantności owoców pieprzu, za który odpowiada piperyna, znajdująca się w nasieniu i osiągająca najwyższe stężenie w owocach przejrzałych, jasnoczerwonych.
Owoce pieprzu przeznaczone na zielony pieprz muszą zostać zebrane, gdy są jeszcze niedojrzałe, zielone i jędrne.
Z niedojrzałych zielonych owoców pieprzu, które zbiera się nieco później, gdy są większe i na pnączach pojawią się pojedyncze owoce zabarwione na czerwono, lecz zanim wszystkie staną się w pełni dojrzałe, produkowany jest pieprz czarny. Zebrane w tym stadium dojrzałości owoce suszy się na słońcu (metoda tradycyjna) lub w suszarni opalanej drewnem. Podczas suszenia kolor zmienia się na czarny, a „skórka” staje się sucha, twarda i pomarszczona. Niektórzy producenci najpierw przez 1 minutę blanszują w gotującej się wodzie zielone owoce pieprzu umieszczone w jutowym worku, aby jedynie zielona skórka została poddana działaniu ciepła, ale nie nasiono i dopiero po tym zabiegu poddają owoce pieprzu szybkiemu suszeniu.
Z prawie dojrzałych lub w pełni dojrzałych owoców pieprzu o kolorze pomarańczowo-czerwonym produkowany jest pieprz biały. Aby go otrzymać owoce pieprzu są najpierw poddawane fermentacji w wodzie przez kilka dni, po czym z owoców usuwana jest zdegradowana w procesie fermentacji (rozmiękła) „skórka” i mięsista otoczka, a uwolnione spod „skórki” i miąższu białawe nasiona są 3–4 razy płukane i suszone na słońcu.
Czerwone, w pełni dojrzałe, nieco przejrzałe owoce pieprzu mają silny smak, ale mało aromatu. Muszą zostać zebrane zanim dojrzała „skórka” w wyniku fermentacji samoistnie oddzieli się od nasienia wewnątrz.

## Konserwacja

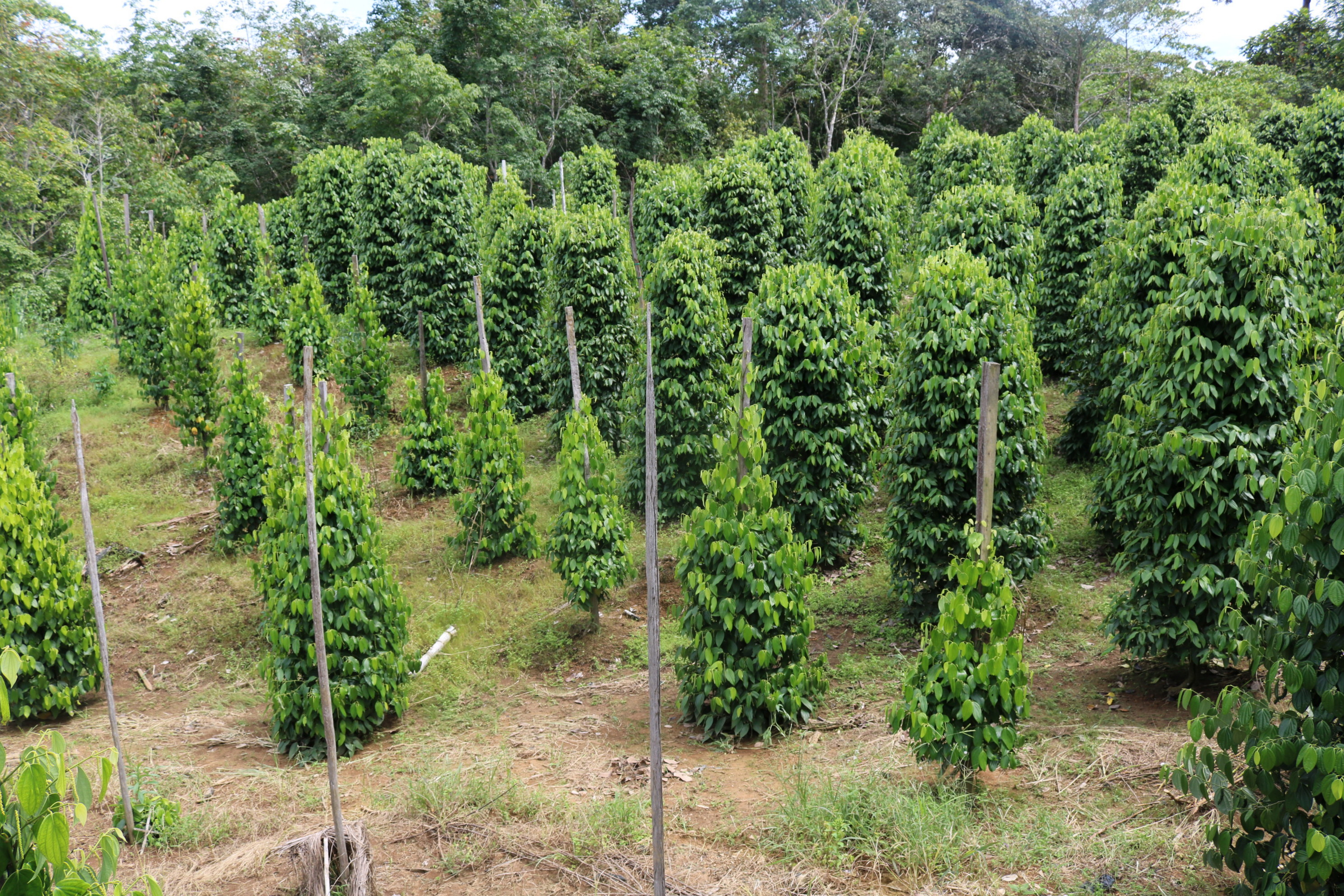
Fragment plantacji „kolumnowej”

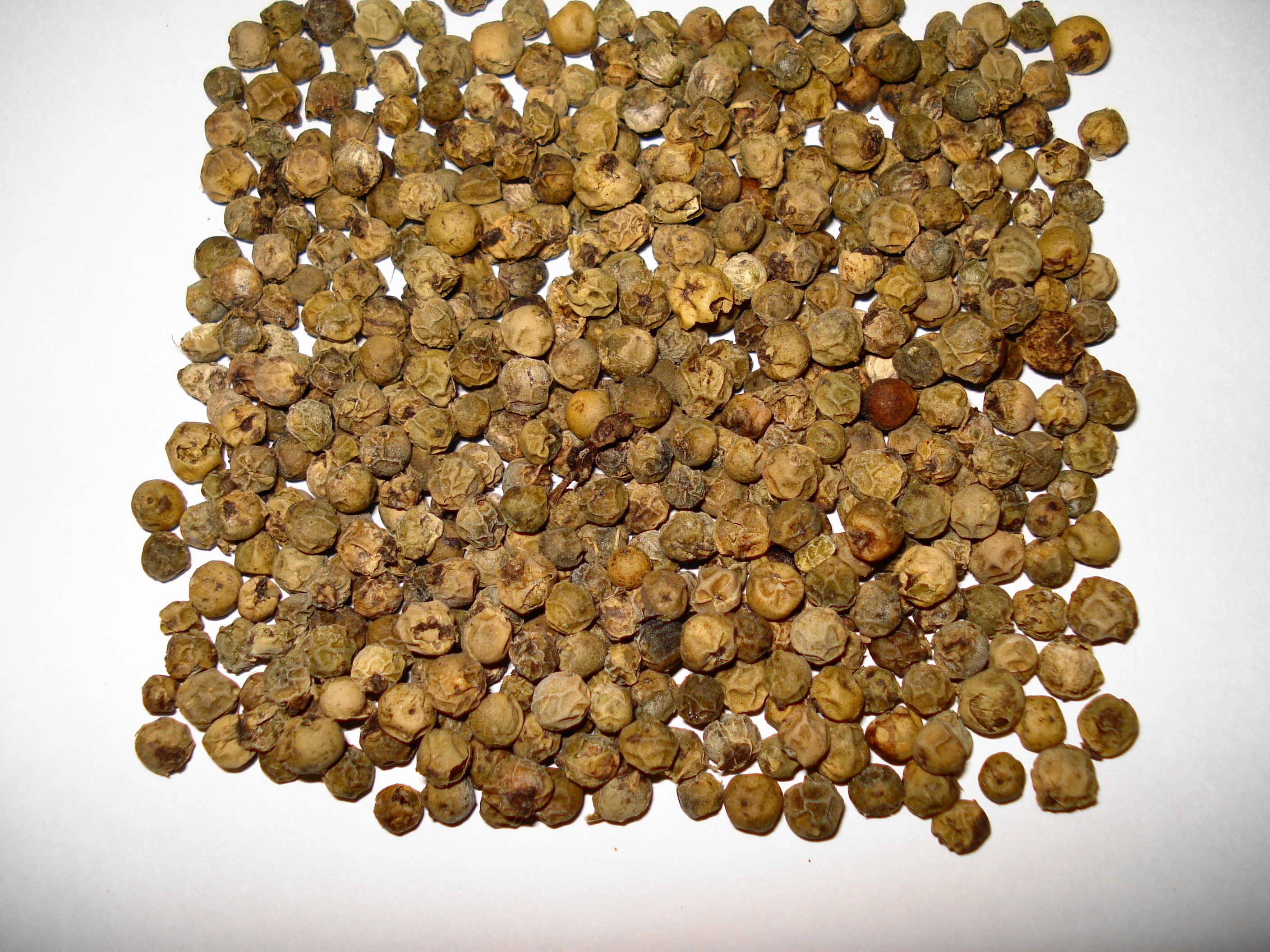
Suszony zielony pieprz

Świeże zielone niedojrzałe owoce pieprzu są konserwowane przez suszenie na słońcu (po uprzednim krótkim zagotowaniu), zamrażanie, liofilizację lub marynowanie czy peklowanie, aby zapobiec fermentacji perykarpu.
Suszone zielone owoce pieprzu mają zielonkawy kolor i smak świeżych owoców, ale słabszy aromat. Po namoczeniu w wodzie suszone owoce zielonego pieprzu stają się okrągłe, pełne i miękkie, jednak nie mają konsystencji świeżych zielonych owoców. Suszony pieprz zielony można kupić w chińskich i indyjskich sklepach specjalistycznych oraz u dostawców internetowych.
Naturalny kolor i strukturę zielone owoce pieprzu zachowują, gdy zostaną zakonserwowane w mieszance solanki i octu, na rynku dostępne w małych słoikach.
Alternatywą dla zielonego pieprzu zakonserwowanego solanką i pakowanego w puszki lub zakonserwowanego solanką z octem i umieszczanego w słoikach oraz dla suszonych zielonych owoców jest zielony pieprz moczony w solance przez 2–3 miesiące, następnie odciśnięty, osuszony i zapakowany w plastikowe torebki.
Te same metody konserwacji jak w przypadku pieprzu zielonego stosuje się względem czerwonych dojrzałych owoców pieprzu, czyli szybkie suszenie na słońcu, liofilizację i marynowanie.

## Historia kulinarna

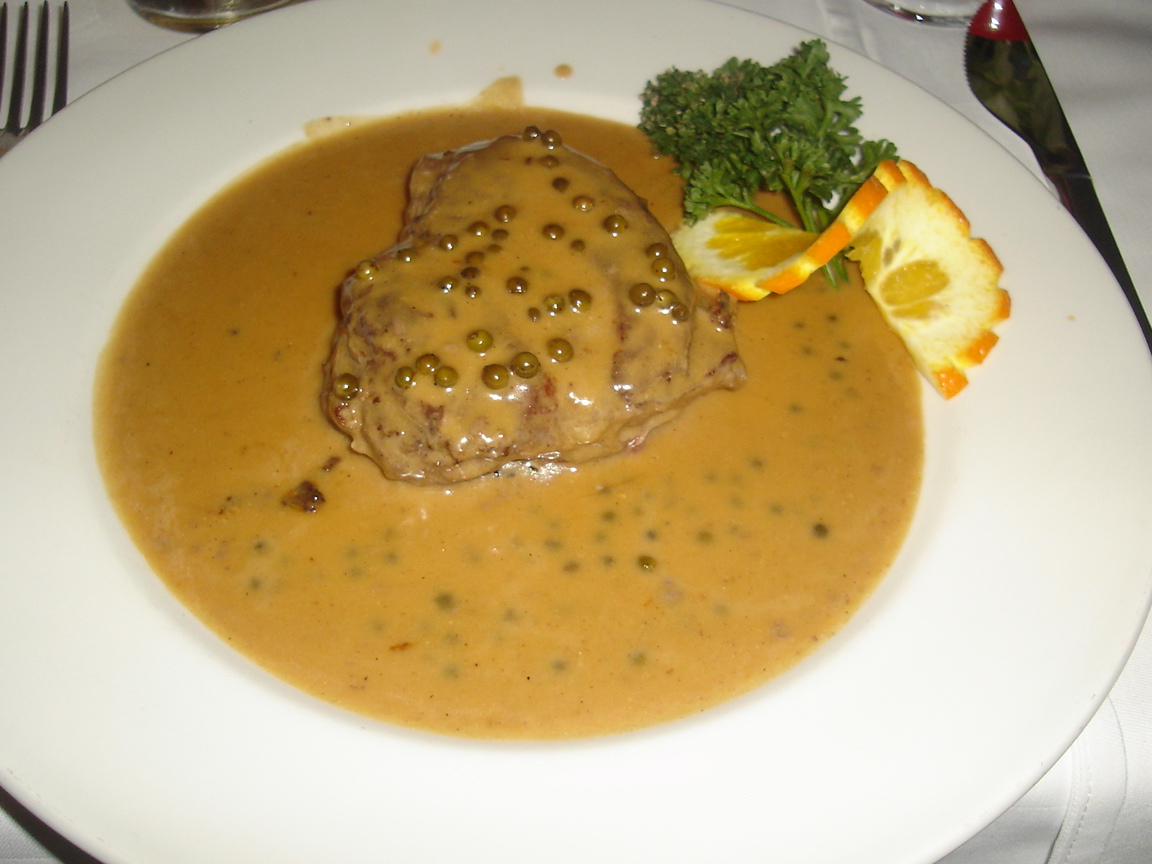
Stek z sosem z zielonym pieprzem

Świeże zielone owoce pieprzu były od dawna używane m.in. przez mieszkańców Madagaskaru.
Do krajów zachodnich zielony pieprz dotarł dopiero w latach 60. XX wieku w postaci zakonserwowanej (w puszkach i mrożonej). Najpierw dotarł do Francji, gdzie stał się „kulinarną sensacją”. W połowie lat 70. XX wieku zielony pieprz figurował w menu francuskich restauracji haute cuisine. Wkrótce zielony pieprz stał się znany także w Anglii i Ameryce. Do lat 80. XX wieku zielony pieprz był szeroko używany w restauracjach i w domowych kuchniach, lecz nie cieszył już taką popularnością u młodego pokolenia szefów kuchni.
W połowie lat 80. XX wieku minęła moda na zielony pieprz, lecz w dalszym ciągu pozostał wykorzystywany w kuchni.

## Zastosowanie w kuchni

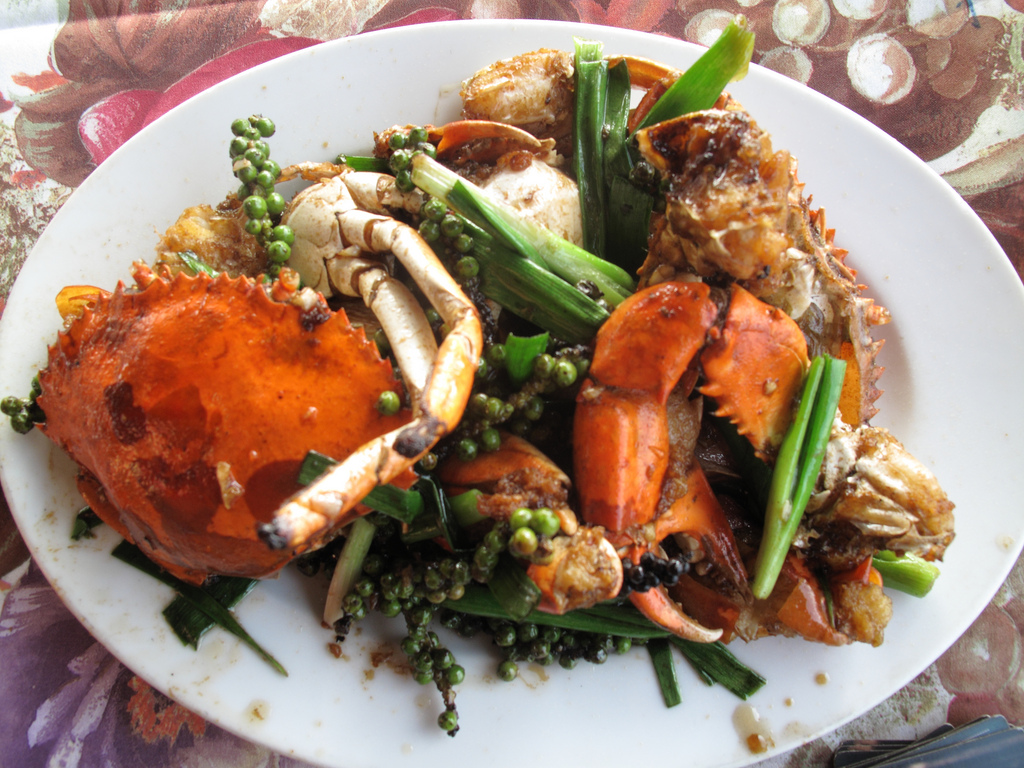
Krab ze świeżym zielonym pieprzem

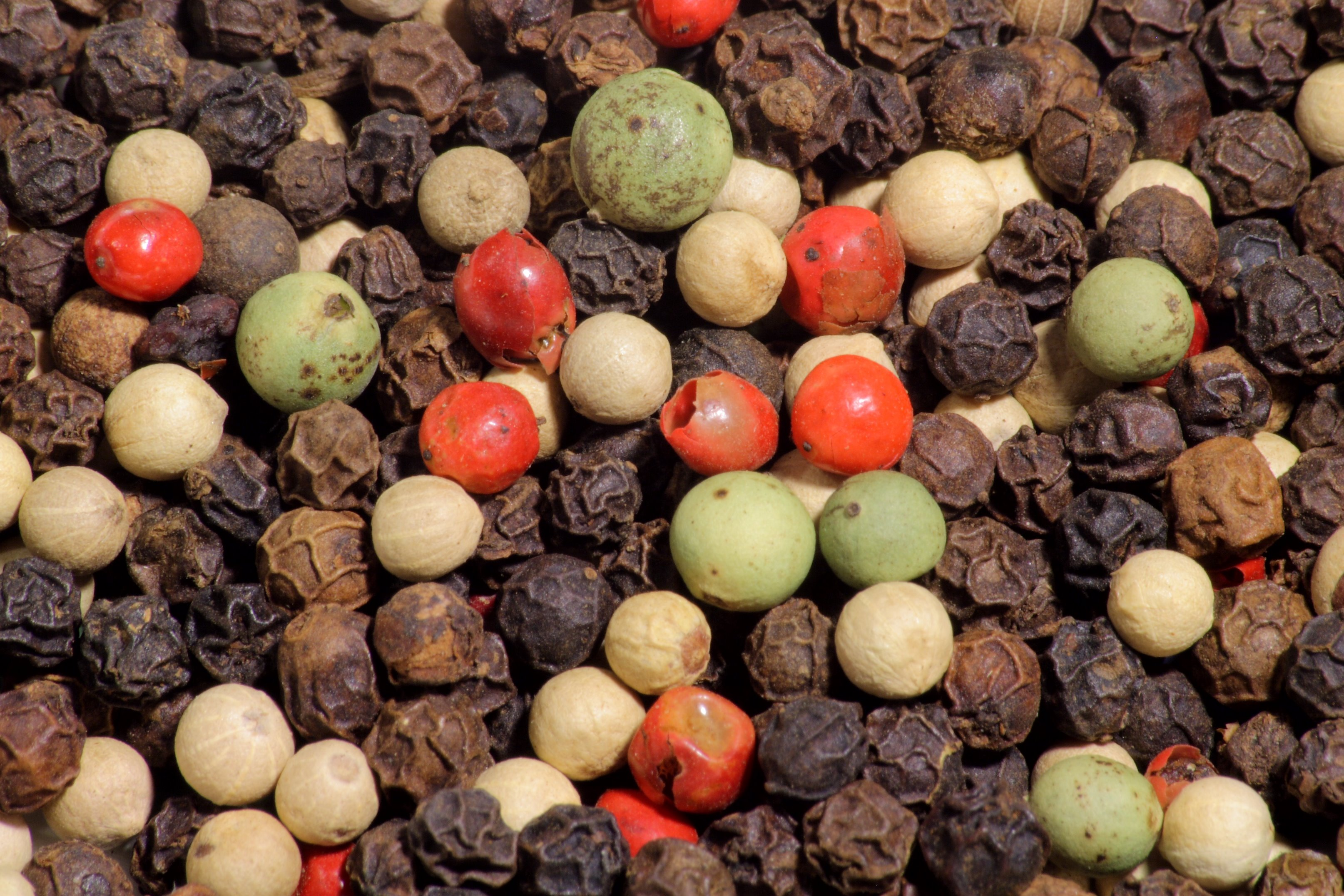
Cztery kolory „pieprzu”

W kuchni do przyprawiania potraw stosowane są trzy rodzaje pieprzu przyprawowego: zielony, czarny i biały. Wszystkie są owocami tej samej rośliny – pnącza o łacińskiej nazwie Piper nigrum, pochodzącego z Indii ze stanu o nazwie Kerala, rosnącego w klimacie gorącym i wilgotnym, a obecnie uprawianego także w innych krajach, np. w Indonezji i Wietnamie. Różnice w wyglądzie, kolorze i smaku wynikają z różnych terminów zbioru owoców (niedojrzałe, dojrzewające i w pełni dojrzałe) oraz procesów, którym są poddawane po zbiorze (blanszowanie i suszenie; wyłącznie suszenie; fermentacja, usuwanie „skórki” i suszenie).
W handlu obecny jest także pieprz czerwony. Prawdziwy pieprz czerwony, będący owocami tej samej rośliny Piper nigrum, co pieprz czarny, biały i zielony, jest produkowany głównie w Kambodży i jest rzadki na rynku północnoamerykańskim. Czerwone drobne owoce dodawane do opakowań pieprzu pochodzą od drzew z gatunku Zanthoxylum simulans i Zanthoxylum bungeanum, kompletnie niespokrewnionych z Piper nigrum. Innymi intensywnie różowymi małymi owocami łączonymi z przyprawowym pieprzem czarnym, białym i zielonym w tym samym opakowaniu jako tzw. pieprz czterech sezonów, są suszone owoce Schinus terebinthifolius.
Zielony pieprz jest stosowany do przyprawiania delikatnych potraw ze względu na łagodny smak. Sos z zielonym pieprzem z całymi jego owocami podaje się do steków, a także używa się do garnirowania zimnych dań i jako kremowy sos do ryb.
Ponadto w handlu dostępny jest pasztet z zielonym pieprzem, ocet i dip.
Również smażoną lub pieczoną pierś kaczki można serwować z sosem z zielonym pieprzem, który jest przygotowywany na bazie bulionu z kaczki lub kurczaka, z dodatkiem białego wina, koniaku, pełnotłustej śmietany i masła.